# 激光

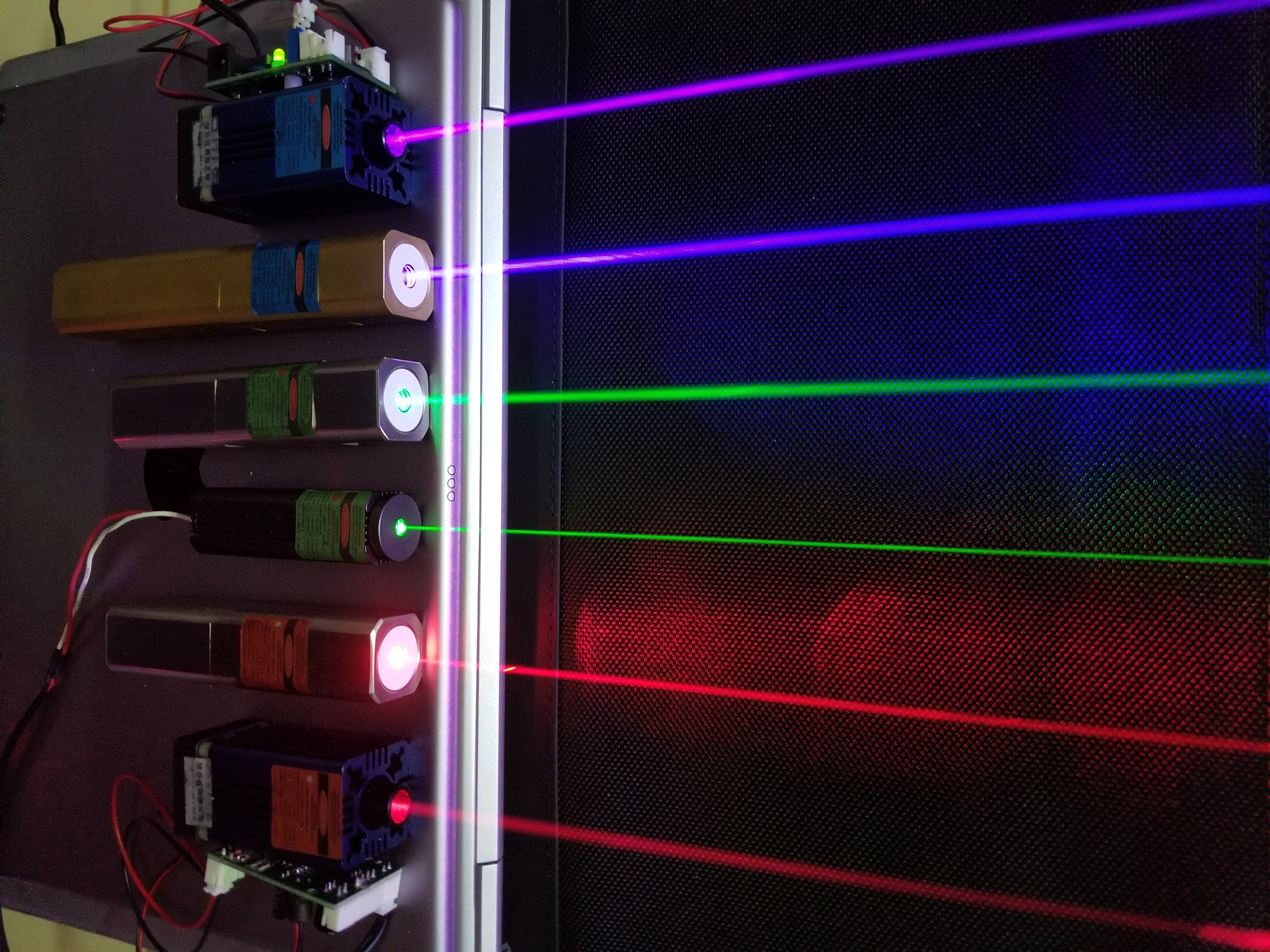
红（660 & 635nm）、绿（532 & 520nm）、堇紫（450 & 405nm）可见激光

是英文“受激辐射产生的光放大”（Light Amplification by Stimulated Emission of Radiation）的缩写，指透过刺激原子导致电子跃迁释放辐射能量而产生的具有同调性的增强光子束。其特点包括发散度极小、亮度（功率）很高、单色性好、相干性好等。產生激光需要“激發來源”、“增益介質”、“共振结构”這三個要素。

## 历史

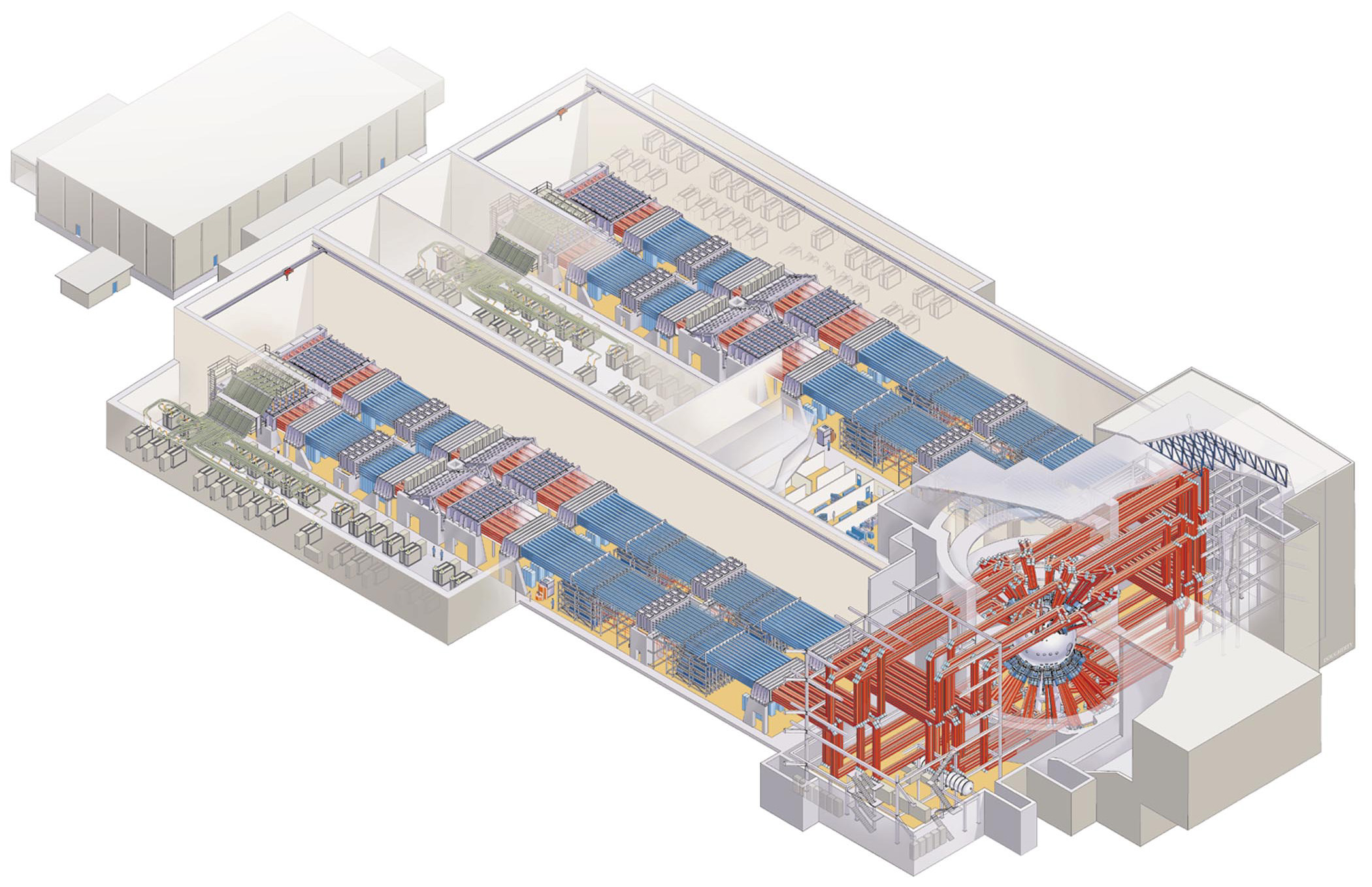
美國NIF國家點火設施。意圖用多束雷射集中高溫產生可控核融合

阿尔伯特·爱因斯坦在1916年首先描述了原子的受激辐射與自發輻射的關係。在此之后人们很长时间都在猜测，这个现象可否被用来加强光场，因为前提是介質必须存在着群數反轉（或譯居量反轉/粒子数反转）的狀態。在一个純粹的二级系统中，基於熱力學的分配函數，这是不可能達到的。故人们首先想到用三级系统，而且计算证实了辐射的稳定性。
1958年，美国科学家查尔斯·汤斯和阿瑟·肖洛发现了一种神奇的现象：当他们将氖光灯泡所发射的光照在一种稀土晶体上时，晶体的分子会发出鲜艳的、始终会聚在一起的强光。根据这一现象，他们提出了"激光原理"，即物质在受到与其分子固有振荡频率相同的能量激發时，都会产生这种不发散的强光—激光。他们为此发表了重要论文，並分別獲得1964年和1981年的諾貝爾物理學獎。
肖洛和汤斯的研究成果发表之后，各国科学家纷纷提出各种实验方案，但都未获成功。
1960年5月16日，美国加利福尼亚州休斯实验室的科学家梅曼宣布获得了波长为0.6943微米的激光，这是人类有史以来获得的第一束激光，梅曼因而也成为世界上第一个将激光引入实用领域的科学家。他的方案是，利用一个高强闪光灯管来刺激红宝石。紅寶石在物理上是一種摻有铬原子的剛玉，當紅寶石受到刺激時，就會發出一種紅光。在一塊表面鍍上反光鏡的紅寶石的表面鑽一個孔，这孔使紅光可以從這個孔溢出，从而产生一条相当集中的纤细红色光柱，這稱為红宝石激光。当它射向某一点时，可使其达到比太阳表面还高的温度。
半导体激光器的发现：前苏联科学家尼古拉·巴索夫於1960年发明了半导体激光器。半导体激光器的结构通常由p层、n层和形成双异质结的有源层构成。其特点是：尺寸小、p合效率高、响应速度快、波长和尺寸与光纤尺寸适配、可直接调制、相干性好。
在1980年代后期，半导体技术使得更高效而耐用的半导体激光二极管成为可能，这些在小功率的CD和DVD光驱和光纤数据线中得到使用。
在1990年代，高功率的激光激发原理得到实现，比如片状激光和光纤激光。后者由于新的加工技术和20kW的高功率不断地被应用到材料加工领域中，从而部分的替代了CO2激光和Nd:YAG激光。
现在，激光器已成为工业、通讯、科学及电子娱乐中的重要设备。

### 中文名稱来源
1960年7月7日，美国科学家梅曼发明了第一台激光器，1961年，中国大陆第一台激光器在中国科学院长春光机所由王之江等人研制成功。但当时中国并没有“激光”一词，中国科学界对它的英文翻译多种多样，例如“光的受激辐射放大器”、“光量子放大器”，这些名字显然太长，不利于称呼。还有一些音译，如“莱塞”或者“雷射”。
命名的混乱给科学界和教育界带来极大的不便。1964年冬天，中国全国第三届光量子放大器学术报告会在上海召开，研究并通过对专有名词的统一翻譯和命名。会议召开前，《光受激发射情报》杂志编辑部给著名物理学家钱学森写了一封信，请他给laser取一个中文名字。不久，钱学森回信建议命名为“激光”。这一名字表现出光的本质、又描述了这类光和传统光的不同，即“激”体现了受激发生、激发态等意义。这一名称在会上受到了与会者的一致赞同，因此中国大陆对laser有了统一的汉语名称。
在港澳地区“激光”和“雷射”两词都通用。台灣官方、民間只使用“雷射”這一名称。
新加坡有時也音譯為，但激光的性质实际上和鐳這種放射性重金属的裂变射线毫无关系。

## 原理

主要部件
1.活跃激光介质
2.光泵浦能量
3.高反射率反射镜
4.输出功率耦合器
5.激光光束

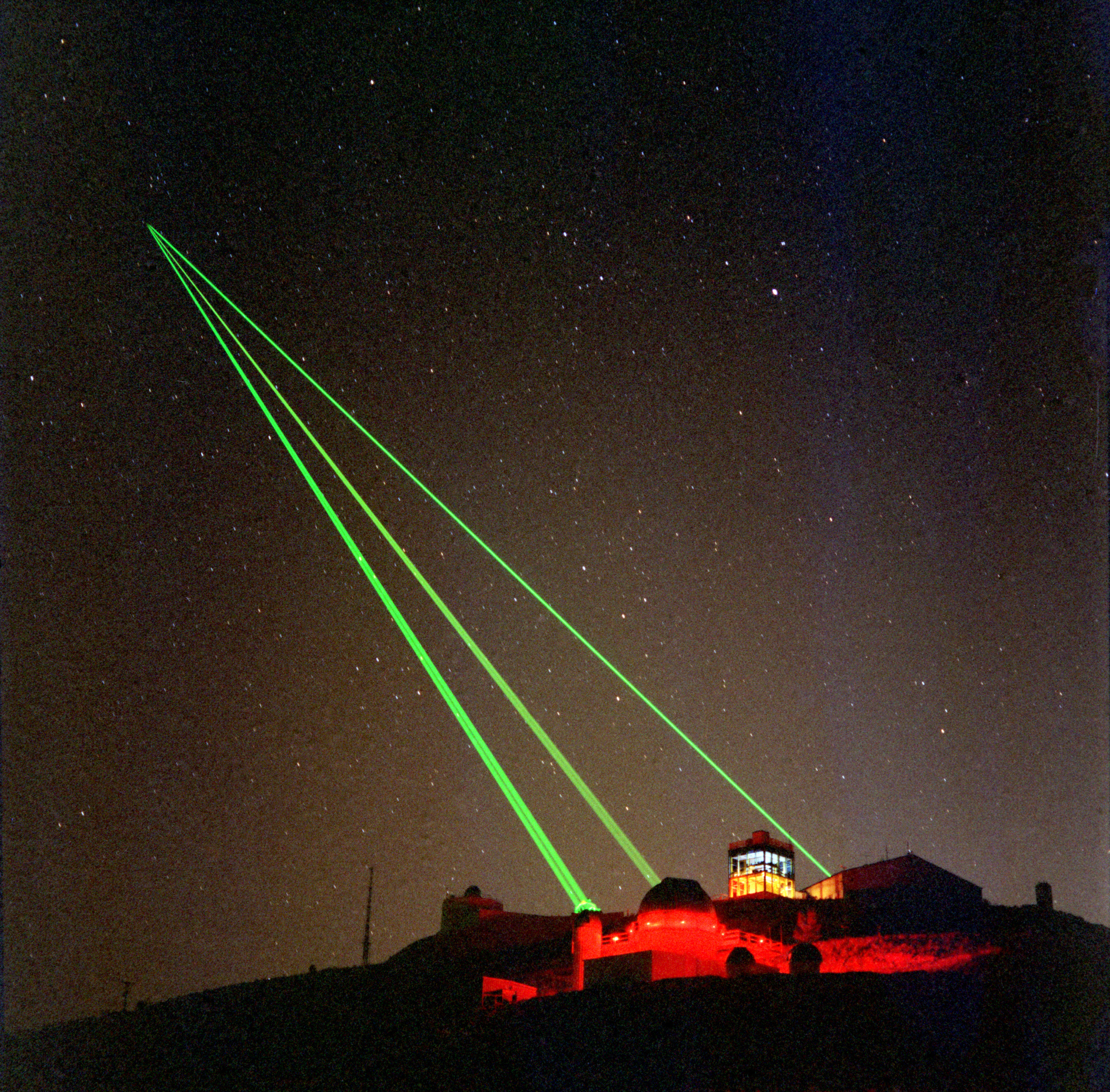
从星火光程实验室射向空中一点处的三条绿色激光束。

- 辐射

电子的运动状态可以分为不同的能级，电子从高能级向低能级跃迁时，会释放出相应能量的电磁波（所谓自发辐射）。一般的发光体中，这些电子释放光子的动作是随机的，所释放出的光子也没有相同的特性，例如钨丝灯发出的光。
当外加能量以电场、光子、化学等方式注入到一个能级系统并为之吸收的话，会导致电子从低能级向高能级跃迁，当自发辐射产生的光子碰到这些因外加能量而跃上高能级的电子时，这些高能级的电子会因受诱导而迁到低能级并释放出光子（所谓受激辐射），受激辐射的所有光学特性跟原来的自发辐射包括：频率、相位、前进方向等会是一样的，这些受激辐射的光子碰到其他因外加能量而跃上高能级的电子时，又会再产更多同样的光子，最後光的强度越来越大（即光线能量被放大了），而与一般的光不同的是所有的光子都有相同的频率、相位(同調性)、前进方向。
要做到光放大，就要产生一个高能级电子比低能量级电子数目多的环境，即居量反轉，这样才有机会让高能级电子碰上光子来释放新的光子，而不是随机释放。
一般激光产生器有三个基本要素：
「激發來源」（pumping source）：又称“泵浦源”，把能量供给低能级的电子，激发使其成为高能级电子，能量供给的方式有电荷放电、光子、化学作用等。
「增益介質」（gain medium）：被激发、释放光子的电子所在的物质，其物理特性会影响所产生激光的波长等特性。
「共振腔」（optical cavity/optical resonator）：是两面互相平行的镜子，一面全反射，一面半反射。作用是把光线在反射镜间来回反射，目的是使被激发的光多次经过增益介质以得到足够的放大，当放大到可以穿透半反射镜时，激光便从半反射镜发射出去。因此，此半反镜也被称为输出耦合镜（output coupler）。两镜面之间的距离也对输出的激光波长有着选择作用，只有在两镜间的距离能产生共振的波长才能产生激光。
- 居量反轉（population inversion）

在一个二级系统中，一个电子自低能级向高能级跃迁和自高能级向低能级跃迁的概率是一样的。为了达到光放大的作用，在高能级必须有更多的电子，使得受激辐射发生的概率更高。这个状态称为居量反轉。出于这个原因，所以以光子激发的二级系统是无法实现激光的，所以激光一般是以通过三级系统和四级系统得到实现。在三级系统中，电子受激跃迁到高能级后，便很快转为亚稳态。由此激光媒介被激发为高能态，居量反轉得到实现。

## 激光器
激光器是利用受激辐射原理發射激光的器件，不同结构的激光器的工作原理不尽相同。
通过光、电或其他办法对物质进行激发，使得其中一部分粒子激发到能量较高的状态，当这种状态的粒子数大于能量较低状态的粒子数时，由于受激辐射，物质就能对某一波长的光辐射产生放大作用，也就是这种波长的光辐射通过物质时，发射强度会放大，并与入射光波位、频率和方向一致的光辐射，这种称为激光放大器。
若把激发的物质放置于共振腔内，光辐射在共振腔内沿轴线方向往复反射传播，多次通过物质，光辐射被放大许多倍，形成一束强度大、方向集中的激光，这就是激光振荡器。
半导体泵浦固体激光（DPSS）具有效率高、结构紧凑、光束质量好、性能稳定、寿命长等优点，日益引起人们的广泛重视。尤其是单频运转，在光谱学、相干通讯、激光雷达、引力波深测、光学数据存储等领域有广泛的应用。
激光器的分类有很多方式，例如按照工作状态、工作物质的种类、输出波长的波段、输出激光波长是否可以调节、激光器的用途等特点分类。

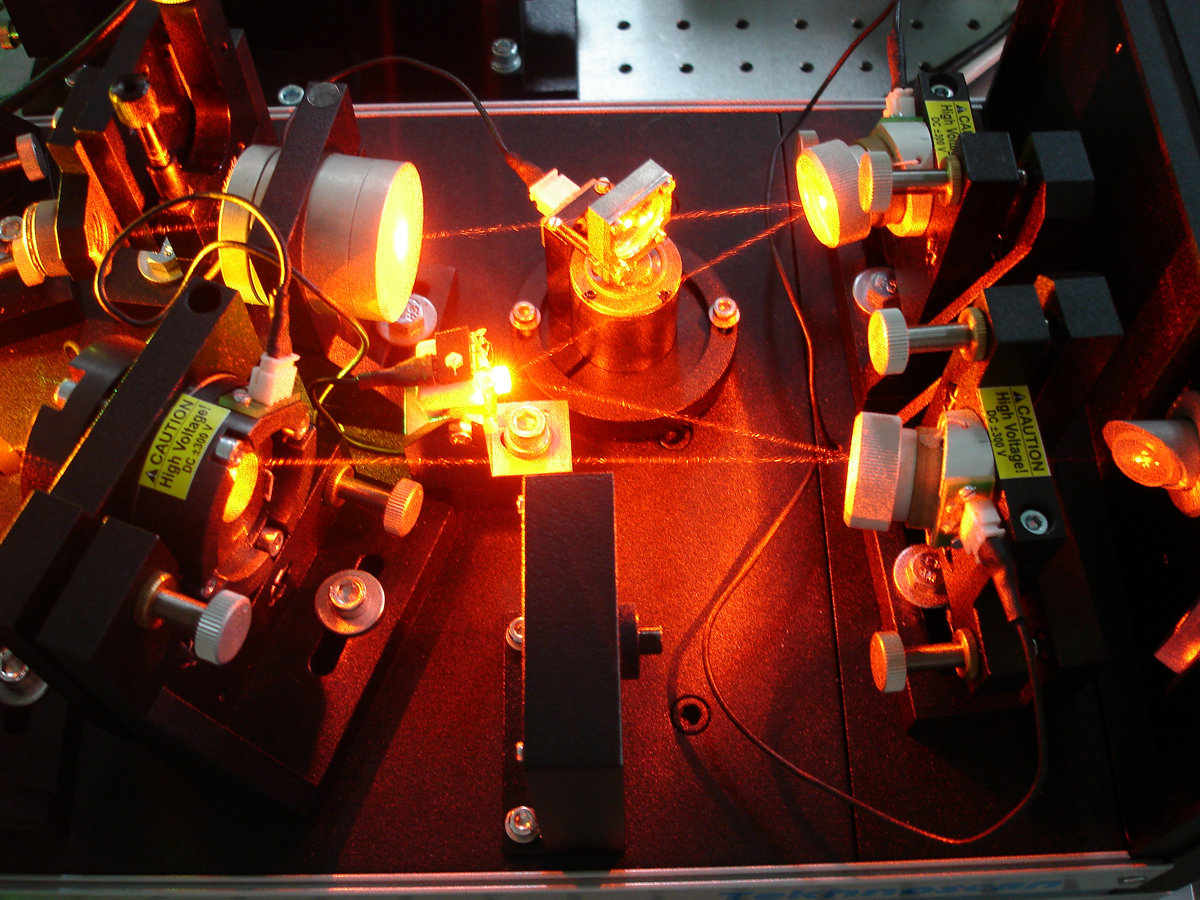
连续激光器

### 按工作状态分
- 连续激光器(Continuous Wave Laser,CW Laser)
- 脉冲激光器(Pulse Laser)
  - 调Q(Q-Switch), 又稱Q開關，通过改变谐振腔的Q值，把储存在激活媒质中的能量瞬时释放出来，以获得一定脉冲宽度的激光强辐射的方法, 又可分為主動式及被動式兩種。Q代表品质因数(Q factor)，用来表示谐振腔的质量，其定义为(2π/週期)*（谐振腔内储存的能量/每秒损失的能量）, 此作法输出的脉宽可以达到纳秒级别。
    - 电光调Q
    - 声光调Q
    - 染料调Q

  - 鎖模技術（输出脉宽可以達到飞秒级别）
  - 脉冲泵浦（泵浦源本身是脉冲）

### 按工作物质分
根据产生激光的媒质，可以把激光器分为液體激光器、气体激光器和固体激光器等。而現在最常見的半導體激光器算是固体激光器的一種。

#### 气体激光器
介质是气体的激光器，此种激光器通过放电得到激发。
- 氦氖激光器：最重要的红光放射源（632.8 nm）。一般功率比较低（0.5~50 mW）。
- 二氧化碳激光器：波长约10.6 μm（红外线），重要的工业激光。
- 一氧化碳激光器：波长约6-8 μm（红外线），只在冷却的条件下工作。
- 氮气激光器：337.1 nm（紫外线）。
- 氩离子激光器：具有多个波长，457.9 nm（8%）、476.5 nm（12%）、488.0 nm（20%）、496.5 nm（12%）、501.7 nm（5%）、514.5 nm（43%，由蓝光到绿光）。功率从15mW到50W。激光表演中最常用的。
- 氦镉激光器：最重要的蓝光（442nm）和近紫外激光源（325nm）。
- 氪离子激光器：具有多个波长，350.7nm、356.4nm、476.2nm、482.5nm、520.6nm、530.9nm、586.2nm、647.1nm（最强）、676.4nm、752.5nm、799.3nm（从蓝光到深红光）。功率可到6W，能耗较大，价格较高。
- 氧离子激光器
- 氙离子激光器
- 混合气体激光器：不含纯气体，而是几种气体的混合物（一般为氩、氪等）。
- 准分子激光器：比如KrF（248 nm）、XeF（351-353 nm）、ArF（193 nm）、XeCl（308 nm）、F2（157 nm，均为紫外线)。
- 金属蒸汽激光器：比如铜蒸汽激光器，波长介于510.6-578.2 nm之间。由于很好的加强性，可以不用谐振镜。
- 金属卤化物激光器：比如溴化铜激光器，波长介于510.6-578.2 nm之间。由于很好的加强性，可以不用谐振镜。

化学激发激光器是一种特殊的形式。激发通过媒介中的化学反应来进行。媒介是一次性的，使用后就被消耗掉了。对于高功率的条件及军事领域是非常理想的。
- 盐酸激光器
- 碘激光器

#### 固体激光器

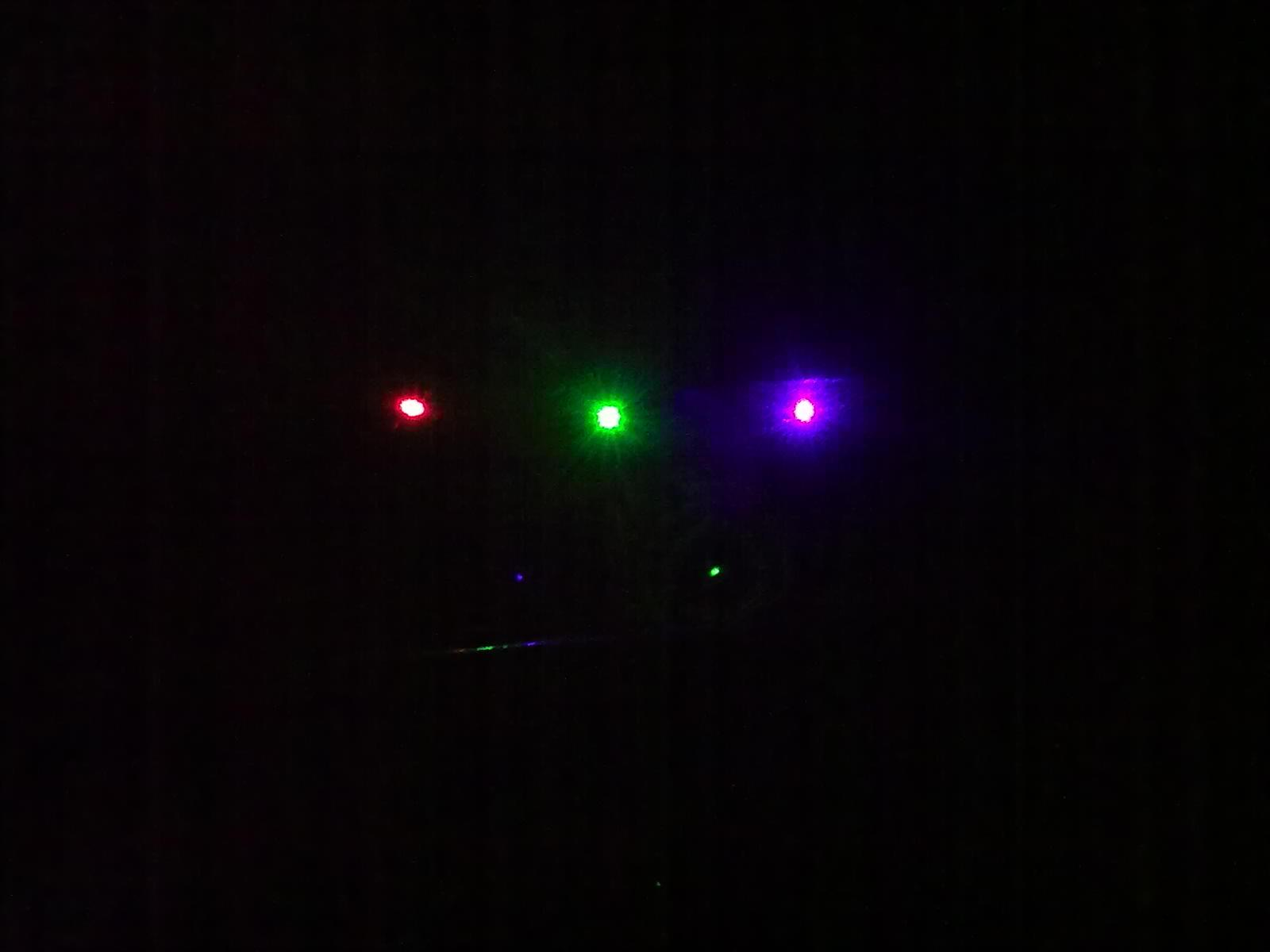
激光点(650nm, 532nm, 405nm)

介质是固体的激光器，此种工作物质通过灯、半导体激光器阵列、其他激光器光照泵浦得到激发。热透镜效应是大多数固体激光器的一项缺陷。
- 红宝石激光器：世界上第一台激光器，1960年7月7日，美国青年科学家梅曼宣布世界上第一台激光器诞生，这台激光器就是红宝石激光器。
- 掺钕钇铝石榴石（Nd:YAG）激光器：最常用的固体激光器，工作波长一般为1064 nm，这一波长为四能级系统，还有其他能级可以输出其他波长的激光。常透過KTP, BBO, LBO 等非線性晶體轉換為 532 nm, 355 nm, 266 nm 波長光源。
- 掺钕钒酸钇（Nd:YVO4）激光器：低功率应用最广泛的固体激光器，工作波长一般为1064nm，可以通过KTP,LBO非线性晶体倍频后产生532nm的雷射進行波長的轉換。
- 掺镱钇铝石榴石（Yb:YAG）激光器：适用于高功率输出，这种材料的碟片激光器在激光工业加工领域有很强优势。
- 钛蓝宝石激光器：具有较宽的波长调节范围（670nm～1200nm）
- 光纤激光器：用掺有稀土元素的玻璃(SiO2)光纤作为增益介质。[5]

#### 半导体激光器

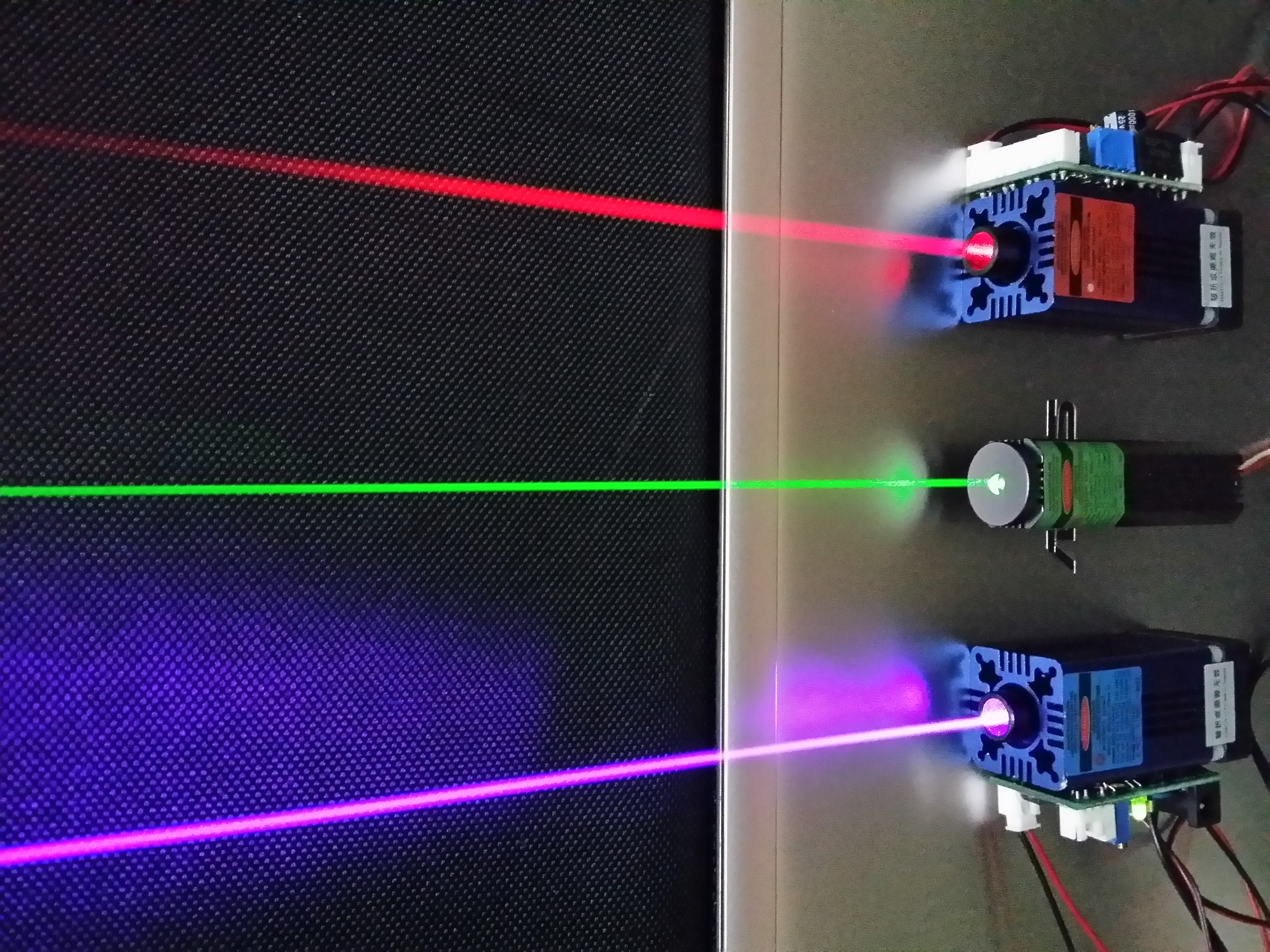
半导体激光模组

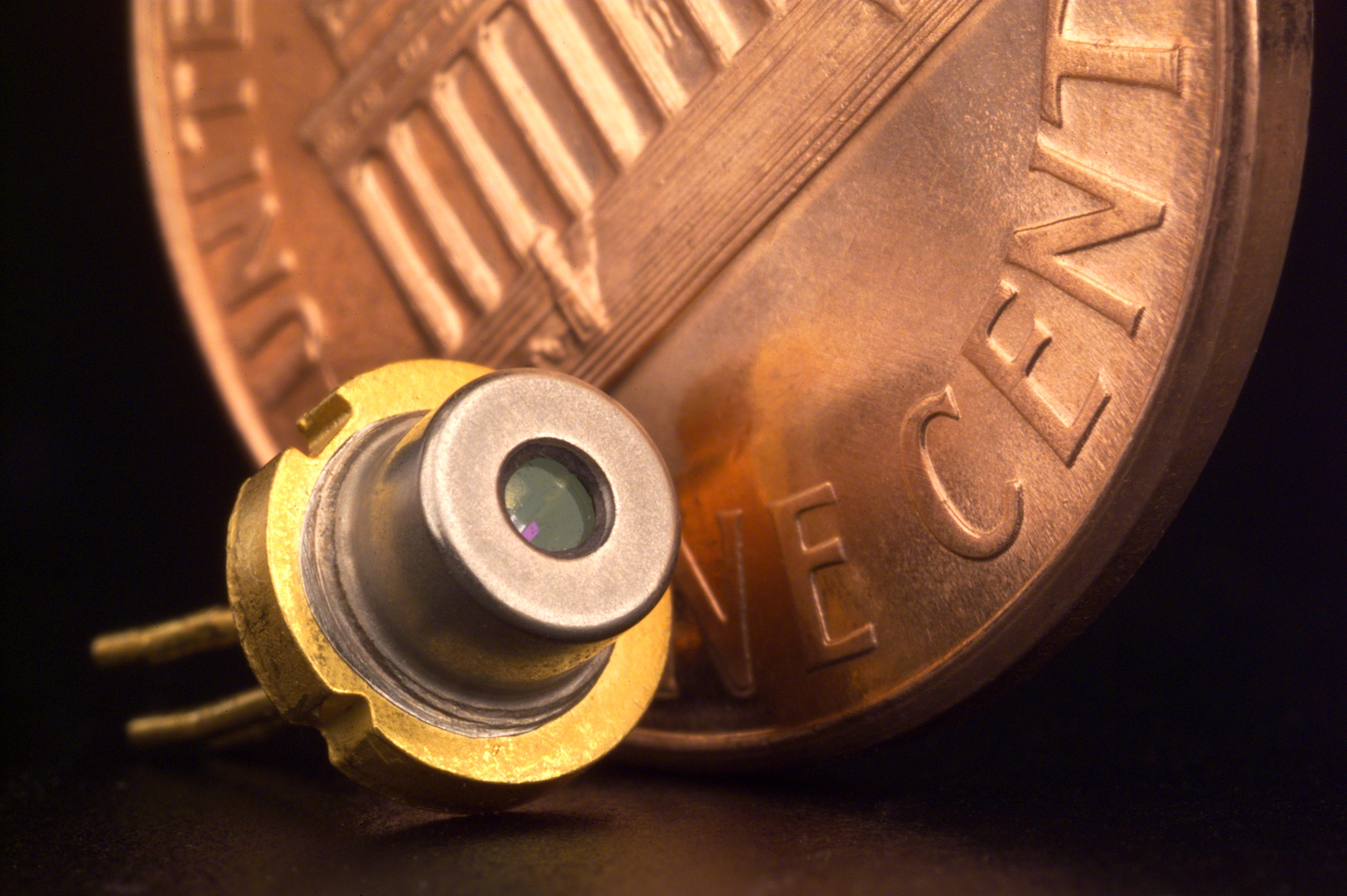
一个5.6毫米商用半导体二极管,可能是来自CD或者DVD播放器

半导体激光器是电驱动的二极管。施加电流产生的大量电子与空穴复合时，便产生受激发射作用的光增益。在晶体的解理面端点处的反射形成光学谐振腔，通常是利用兩種不同的材料來形成共振腔，尽管有些设计是把共振腔放在半导体晶体的外面。
商业激光二极管的发射波长是从375nm到3500nm。低到中等功率激光二极管被应用于激光打印机、CD/DVD播放机和激光指示器。应用于工业切割焊接，工业激光二极管的最高功率已经达到了10 kW (70dBm)。

#### 染料激光器
染料激光器使用有機染料作为增益介质。

#### 自由电子激光器
自由电子激光器（Free electron lasers），或FEL，是以自由电子为工作物质，将高能电子束的能量转换成激光的装置，具有短波长、大功率、高效率和波长可调节的特性，波长从微波，到太赫兹辐射和红外线，到可见光谱，到软X-射线。

#### Bio laser
活细胞可以基因改造工程产生绿色螢光蛋白（GFP）。绿色螢光蛋白（GFP）被用作激光的“增益介质”，光放大就发生在GFP。

## 构成
激光器大多由激發系统、激光介质和光学谐振腔三部分组成。激發系统就是产生光能、电能或化学能的装置，如激光电源。目前使用的激發手段，主要有光照、通电或化学反应等。激光介质是能够产生激光的物质，如红宝石、钕玻璃、氖气、半导体、有机染料等。光学谐振腔的作用，是用来放大加强输出激光的亮度(強度)，调节和选定激光的波长和方向等。

## 应用

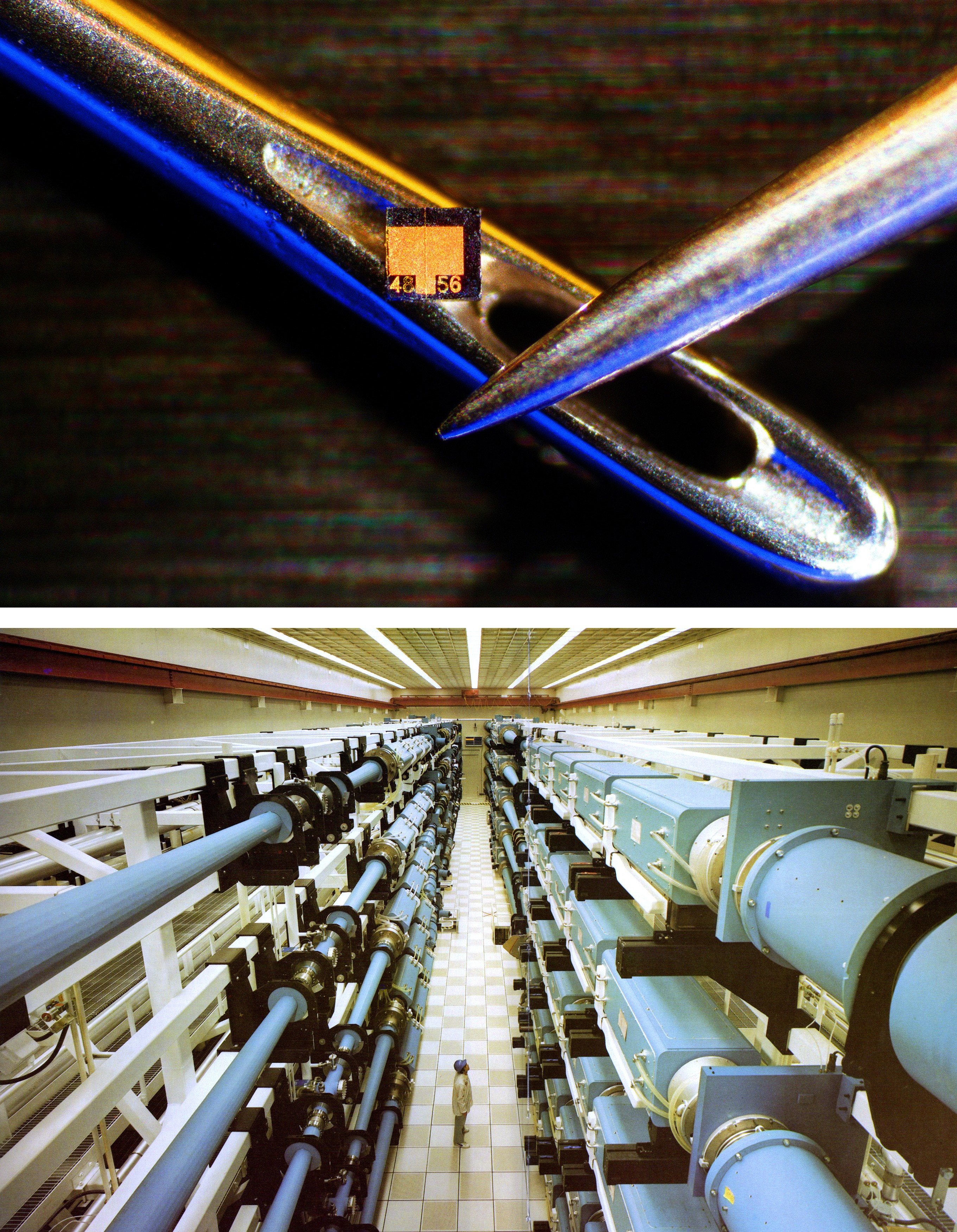
激光器用途广泛，其大小尺寸从显微镜下的二极管激光器（上图），到足球场大小的钕玻璃激光器（下图），用于inertial confinement fusion, 核武器研究和其他高能密度的物理试验。

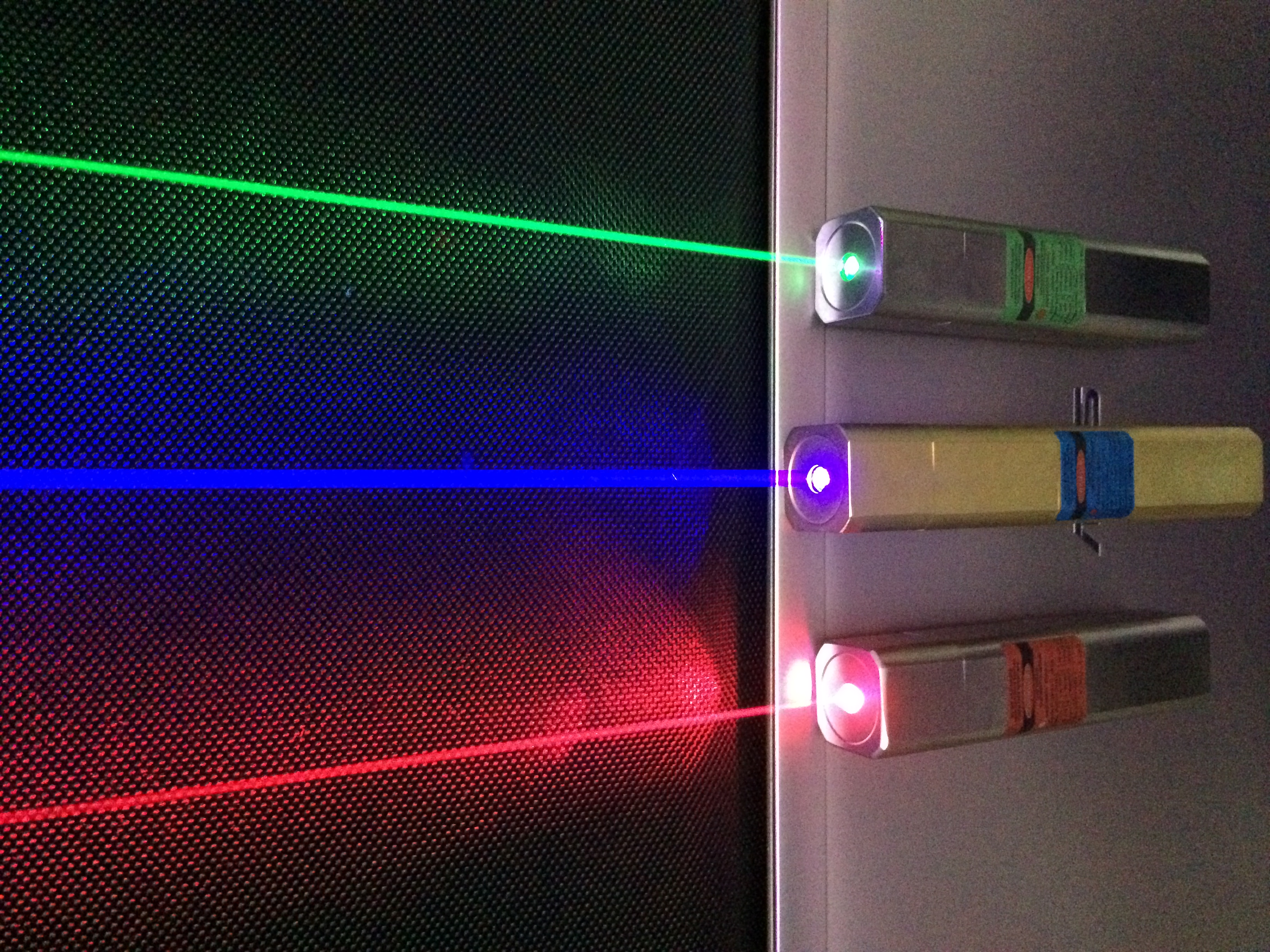
激光笔

激光应用很广泛，主要有光纖通信、激光光谱、激光测距、激光雷达、激光切割、激光唱片、激光扫描、激光灭蚊器等。
第一次在大众日常生活中使用激光是超市条码扫描仪，于1974年推出。光盘在1978年推出，是包括激光的第一个成功的消费产品，但光盘播放器是第一个装备有激光器的常见设备。紧接着，在1982年开始出现激光打印机。
一些其他用途有：
- 医学：无血手术、激光治疗、手术治疗、肾结石治疗、激光矯視、牙科
- 工业：切割、焊接、材料热处理、打标记、非接触性测量
- 军事：目标标记、弹药制导、导弹防御、激光武器
- 司法：指纹鉴定、超速取締
- 科研：光谱学
- 生产/商业应用：激光打印机、光盘、条码扫描仪、激光指示器
- 激光灯光显示：激光灯光秀
- 美容手术皮肤治疗：激光美容
- 建築：雷射水平儀、雷射測距儀

2004年，不包括二极管激光器，约有131,000个激光器被售出，价值为21.9亿美元。同年，共售出约7.33亿二极管激光器，价值为32亿美元。

## 安全性

激光通用警告標誌

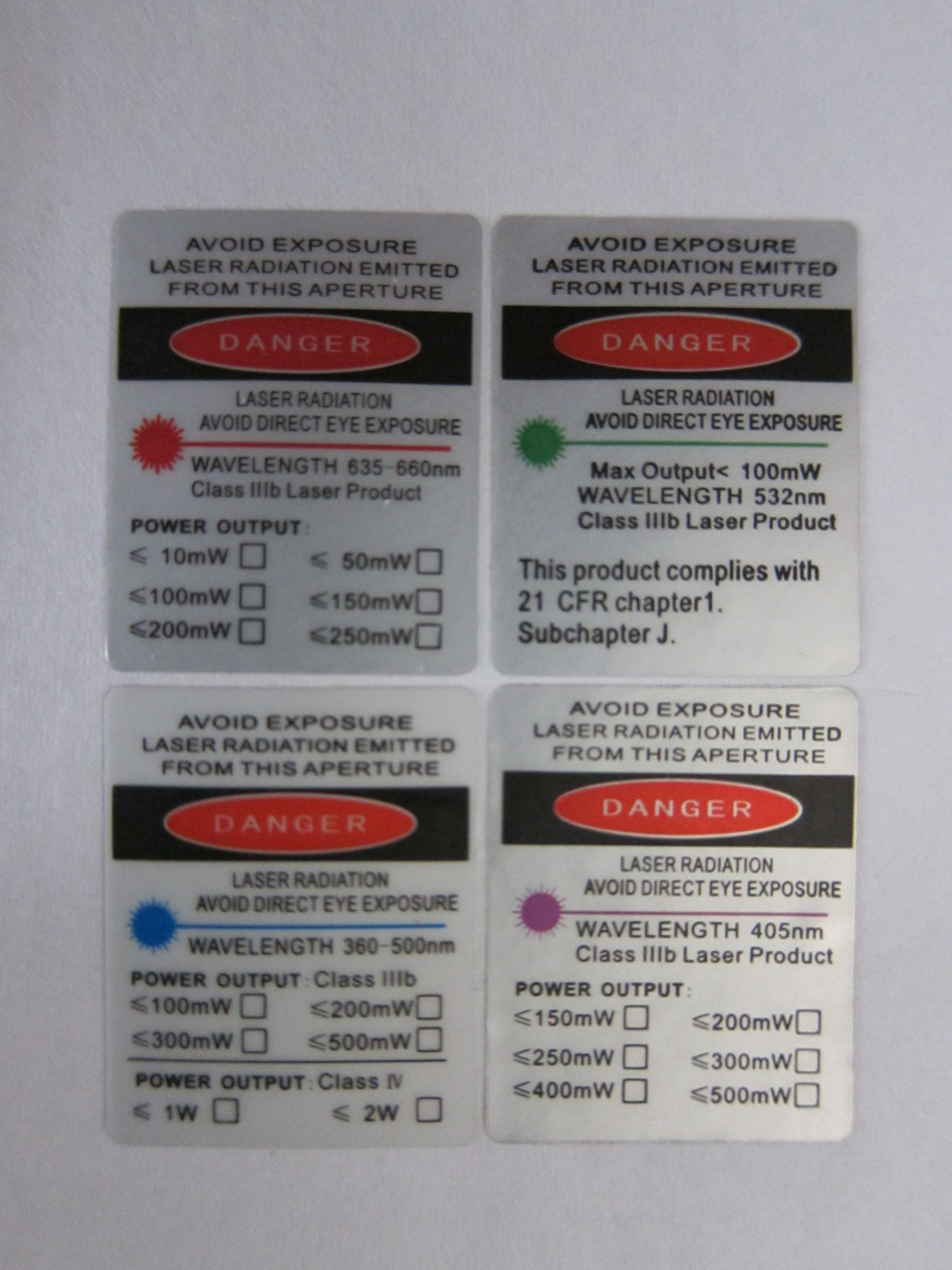
可見激光警告標誌

即使是第1級的激光也被認為有潛在性的危險。西奧多·梅曼創造的第一個激光器只有“吉列”的功率，它只能灼熱吉列刮鬍刀的刀片。但是，幾毫瓦的低功率照射，都足以危害到人眼的視力。如果该激光的波長在眼角膜和透鏡可以良好聚焦在視網膜的范围内，就意味著這種相干性低的發散的激光會被眼睛聚焦在視網膜上極小的區域，只要幾秒鐘或更短的時間，就會造成视网膜局部的燒灼和永久性的傷害，有機會引致視網膜穿洞（網膜出現裂孔）及嚴重情況出現視網膜脫落。
激光器通常都會標示有著安全等級編號的激光警示標籤：
- 第1級（Class I/1）：在裝置內是安全的。通常是因為光束被完全的封閉在內，例如在CD播放器內。
- 第2級（Class II/2）：在正常使用狀況下是安全的，眼睛的眨眼反射可以避免受到傷害。这类设备通常功率低於1mW，例如激光指示器。
- 第3 a/R級（Class IIIa/3R）：功率通常會達到5mW，並且在眨眼反射的時間內會有對眼睛造成傷害的小風險。注視這種光束幾秒鐘會對視網膜造成立即的傷害。
- 第3b/B級（Class IIIb/3B）：在暴露下會對眼睛造成立即的損傷。
- 第4級（Class IV/4）：激光會燒灼皮膚，在某些情況下，即使散射的激光也會對眼睛和皮膚造成傷害。許多工業和科學用的激光都屬於這一級。

這種標示的功率是針對可見光和連續波長的激光，對脈衝激光和不可見光激光還有其它適用的限制。對使用第3B級和第4級雷射工作的人，還需要可以吸收特定波長光的護目鏡保護他們眼睛的安全。
某些波長超過1.4 μm的紅外線激光通常被歸類為對“眼睛安全”的。這是因為水分子的內在分子震動對這一波段附近的頻譜有著強烈的吸收，因此這些波長的激光在通過眼角膜時會被稀釋，完全沒有辦法殘留的光線會被透鏡聚焦到達視網膜。但是"眼睛安全"的標籤可能會造成誤導，因為它只適用於低功率的連續光束，任何高功率或有Q-斷路器的激光，在這種波長一樣可以燒灼眼角膜，造成眼睛嚴重的損傷。